# Irene Cruz
Irene Gameiro da Cruz (Sacavém, 6 de setembro de 1943) é uma atriz e dobradora portuguesa.

## Carreira
O seu pai, José da Cruz, era barbeiro e fazia espetáculos de ilusionismo.
Frequentou o Curso de Teatro do Conservatório Nacional.
Estreou-se no teatro em 1960, com a peça A Visita da Velha Senhora, no Teatro Nacional D. Maria II (Companhia Rey Colaço-Robles Monteiro). Ainda em 1960 colabora com a Companhia de Teatro Infantil Gerifalto, interpretando variadíssimas peças sob a direção de Couto Viana, nos teatros Monumental e Trindade.  Na Companhia Nacional de Teatro, interpreta O Príncipe de Homburgo, de Heinrich von Kleist, e O Pai, de August Strindberg.
Entre 1963 e 1964 faz teatro de revista no Teatro ABC (Parque Mayer), Teatro Maria Vitória (Parque Mayer) e Teatro Monumental, trabalhando com Eugénio Salvador, Ribeirinho ou Aida Baptista. 
Em 1967, funda o Grupo 4 e, alguns anos depois, o Novo Grupo (Teatro Aberto) tendo aí interpretado, na peça inaugural, o papel de Grucha Vashnadze em O Círculo de Giz Caucasiano de Bertolt Brecht. Na mesma companhia consagrou-se em Oiçam como eu respiro (1982) de Dario Fo, pelo qual recebeu o Sete de Ouro e o Prémio da Associação Portuguesa de Críticos de Teatro, na categoria de Melhor Atriz. Voltou ao Teatro Nacional D. Maria II, para interpretar a figura de Kattrin no grande êxito Mãe Coragem e os Seus Filhos, de Brecht, em 1986.
Foi a primeira atriz portuguesa a participar numa telenovela brasileira - Os Deuses Estão Mortos (1971), na TV Record.
Fez e dirigiu diversas dobragens. 
Participou em vários folhetins radiofónicos (ficção na rádio). Participou em várias peças de teatro radiofónico, como: A Vida é Sonho (1970) de Calderón de la Barca, Romeu e Julieta (1972) de Shakespeare, As Três Irmãs (1974) de Tchekhov, A Tempestade (1977) de Shakespeare, A Casa de Bernarda Alba (1987) de García Lorca, Deseja-se Mulher (1993) de Almada Negreiros, entre muitas outras peças.
A partir de 1960 participa em vários programas de televisão, principalmente teleteatro. Após 1999, tem tido uma participação regular em novelas, como Todo o Tempo do Mundo (1999), Jardins Proibidos (2000), Filha do Mar (2001), Tudo por Amor (2002), Baía das Mulheres (2004), Olhos nos Olhos (2008-2009) ou Rosa Fogo (2011-2012)
Integrou o elenco do telefilme da SIC, Aniversário, de Mário Barroso (2000) e a série da TVI Os Serranos (2005).
No cinema participou em filmes como Retalhos da Vida de Um Médico - 1962 e Fado Corrido - 1964, de Jorge Brum do Canto ou Raça - 1961 de Augusto Fraga.
Foi agraciada pelo Presidente da República Jorge Sampaio com o grau de Grande-Oficial da Ordem do Infante D. Henrique, em 8 de março de 2002, Dia Internacional da Mulher. É irmã da também atriz Henriqueta Maya.
Em 2020 participou no filme "Bunker", de João Estrada.

## Televisão
- 1960 - Lisboa em Camisa[2]
- 1960 - O Pomar das Cerejeiras
- 1961 - O Leque[3]
- 1961 - A Vizinha do Lado
- 1961 - Caminhos Traçados
- 1961 - O Pássaro de Fogo
- 1961 - A Castro
- 1961 - Histórias Simples da Gente Cá do Meu Bairro
- 1962 - O Príncipe de Homburgo
- 1962 - A Fábrica de Chocolates
- 1962 - O Feitiço da Vovó
- 1962 - D. Filipa de Vilhena
- 1963 - O Indiozinho Raio de Luar
- 1963 - Uma Admirável Decisão[4]
- 1963 - Josefina e o Ladrão
- 1964 - O Siim das Raparigas
- 1964 - O Natal da Avó Luzia
- 1965 - A Menina Feia[5]
- 1965 - A Coelhinha Confeiteira
- 1966 - D. Gil Vestido de Verde
- 1966 - Quando o Mar Galgou a Terra[6]
- 1966 - A Grande Aventura
- 1967 - Seca
- 1967 - Ameaça
- 1967 - Maria Duval
- 1967 - Os Dois Lacaios
- 1967 - O Fantasma de Canterville
- 1967 - A Mulher Total
- 1967 - Riso e Ritmo
- 1968 - Os Quintos D'El Rei
- 1968 - Grades Floridas
- 1968 - Véspera de Casamento
- 1968 - A Dama de Espadas
- 1968 - Um Par de Óculos
- 1968 - Margarida e o Demo
- 1968 - O Lindo D. Diego
- 1968 - A Terceira Navalha
- 1969 - Três Rapazes e uma Rapariga
- 1969 - Fantasio
- 1969 - Casa da Penha
- 1969 - Caruncho
- 1970 - Panorama do Teatro Português - O Auto da Bela Menina
- 1971 - O Segredo
- 1971 - Os Deuses Estão Mortos (telenovela brasileira - TV Record)
- 1972 - Um Auto de Gil Vicente [7]
- 1972 - O Desafio
- 1972 - O Avarento
- 1973 - O Pomar das Cerejeiras
- 1974 - A Exilada
- 1974 - Platonov
- 1974 - A Menina Casadoira
- 1974 - Alves e Companhia[8]
- 1975 - Português, Escritor, 45 Anos de Idade
- 1979 - Entre Marido e Mulher
- 1986 - Crónicas de Bem Dizer[9]
- 1987 - Mãe Coragem e Seus Filhos
- 1988 - Cobardias[10]
- 1988 - Bâton[11]
- 1988 - Amparo de Mãe
- 1990 - Dulcineia[12]
- 1999-2000 - Todo o Tempo do Mundo
- 2000 - Aniversário
- 2000-2001 - Jardins Proibidos
- 2001-2002 - Filha do Mar[13]
- 2002-2003 - Tudo Por Amor
- 2004 - Baía das Mulheres[14]
- 2004-2005 - Inspector Max
- 2005-2006 - Os Serranos
- 2006 - O Bando dos Quatro
- 2006-2007 - Morangos com Açúcar
- 2007-2008 - Detective Maravilhas
- 2008 - Casos da Vida
- 2008-2009- Olhos nos Olhos
- 2009 - Liberdade 21 [15]
- 2009 - Cenas do Casamento
- 2011- Velhos Amigos
- 2011-2012 - Rosa Fogo[16]
  - Lista incompleta

## Cinema
- 1961 - Raça [17]
- 1961 - O Velho e a Moça (curta)
- 1963 - Retalhos da Vida de um Médico[18]
- 1964 - Aqui Há Fantasmas[19]
- 1964 - Fado Corrido[20]
- 2013 - Um Cadáver Chamado Alfredo (curta)
- 2020 - Bunker ou Contos Que Ouvi Depois do Mundo Acabar (curta)[21][22]

## Teatro
- 1960 - A Visita da Velha Senhora  - Teatro Nacional D. Maria II[23]
- 1960 - Entre Giestas - Teatro Nacional D. Maria II[24]
- 1960 - A Nova História da Carochinha  - Teatro Monumental (Gerifalto)[25]
- 1961 - O Gigante Adamastor  - Teatro Monumental (Gerifalto)[26]
- 1961 - O Princípe de Homburgo  - Teatro da Trindade[27][28]
- 1962 - O Pai  - Teatro da Trindade[29]
- 1962 - Os Velhos  - Teatro da Estufa Fria[30]
- 1962 - D. Jaime de Bragança - Teatro da Estufa Fria (no Pavilhão dos Desportos)[31]
- 1962 - O Gesto é Tudo - Teatro ABC[32][33]
- 1963 - O Indiozinho Raio de Luar - Teatro ABC[34]
- 1963 - Vamos à Festa - Teatro ABC
- 1963 - Bikini - Teatro ABC[35]
- 1963 - Ó Pá, Não Fiques Calado! - Teatro Maria Vitória
- 1964 - Nazaré -Teatro Maria Vitória
- 1964 - Férias em Lisboa - Teatro Monumental
- 1964 - O Bem-Amado - Teatro Avenida
- 1965 - Paris Hotel -Teatro Monumental[36]
- 1965 - O Menino da Mamã - Teatro Variedades[37]
- 1966 - Morra Agora e Pague Depois - Teatro Capitólio
- 1966 - Descalços no Parque - Teatro Variedades[38]
- 1967 - Knack - Teatro Tivoli (Grupo 4)[39]
- 1969 - Pepsi - Teatro Laura Alves
- 1972 - Insulto ao Público - Teatro Monumental (Grupo 4)[40]
- 1974 - Platonov - Teatro Maria Matos
- 1974 - Português, Escritor, 45 Anos de Idade - Teatro Maria Matos
- 1975 - A Investigação - Teatro da Trindade
- 1977 - Os Macacões - Teatro Aberto[41]
- 1980 - Baal - Teatro da Trindade[42]
- 1981 - O Homem Que se Julgava Camões - Teatro Estúdio de Lisboa[43]
- 1982 - Oiçam Como Eu Respiro - Teatro Aberto[44]
- 1983 - O Suicidário - Teatro Aberto[45]
- 1984 - A Boa Pessoa de Setzuan - Teatro Aberto[46]
- 1984 - UBU Português - 2002 Odisseia do Terreiro do Paço - Teatro Aberto
- 1986 - Mãe Coragem e os Seus Filhos - Teatro Nacional D. Maria II (co-produção Teatro Aberto)
- 1987 - A Dama do Maxim - Teatro Aberto
- 1988 - A Rua - Teatro Aberto
- 1988 - A Nave Adormecida - Teatro Aberto
- 1988 - Romeu e Julieta - Teatro Aberto
- 1989 - Happy End - Teatro Aberto[47]
- 1990 - Desejo Sob os Ulmeiros - Teatro Aberto[48]
- 1991 - O Suicidário -Teatro Aberto
- 1992 - Um Sabor a Mel - Teatro Aberto[49]
- 1992 - A Ópera de Três Vinténs -Teatro Aberto
- 1993 - Top Girls- Teatro Aberto
- 1995 - A Morte e a Donzela -Teatro Aberto
- 1995 - O Caminho Para Meca - Teatro Aberto[50]
- 1996 - As Presidentes - Teatro Aberto[51]
- 1998 - O Mar é Azul, Azul - Teatro Aberto
- 1999- Top Dogs - Teatro Aberto
- 2000 - A Última Batalha -Teatro Aberto
- 2000 - Até Mais Ver - Teatro Aberto
- 2002 - Peer Gynt - Teatro Aberto
- 2002 - José e Maria - Teatro Aberto
- 2003 - Demónios Menores - Teatro Aberto
- 2005 -  Ópera de Três Vinténs - Teatro Aberto[52]
- 2006 - Galileu - Teatro Aberto
- 2007 - A Visão de Amy - Teatro Experimental de Cascais[53]
- 2008 - Imaculados - Teatro Aberto
- 2009 - Hannah and Martin - Teatro Aberto[54]
- 2011 - Purga - Teatro Aberto[55]
- 2014-2015 - Amor e Informação - Teatro Aberto[56]
- 2015-2016 - Boas Pessoas - Teatro Aberto[57]
- 2018 - Noite Viva - Teatro Aberto (gravação)
  - lista incompleta

## Dobragens

#### Anos 70
- Abre-te Sésamo (Dobragem RTP)
- Heidi 'Pedro' (Dobragem RTP)
- Abelha Maia 'Willy' (Dobragem RTP)

#### Anos 80
- A Volta ao mundo de Willy Fog 'Tico' e 'Romy' (Dobragem RTP)
- Fábulas da Floresta Verde 'Pompom'
- As Aventuras de Tom Sawyer 'Huck'
- O Bocas 'Ted'

#### Anos 90
- Noddy (1992) 'Noddy'
- Uma Vida de Insecto (1998) 'Rainha'

#### Anos 2000
- Recreio 'Miss Finster'

## Rádio - Teatro Radiofónico
- 1962 - Cinco Filhas Para Casar (folhetim)[58]
- 1966 - Grandes Esperanças (folhetim)
- 1967 - O Ouro e o Sangue (folhetim)
- 1968 - Onde Está a Felicidade (folhetim)
- 1969 - Teatro das Comédias - Auto do Filodemo[59]
- 1969 - Tristezas à Beira Mar (folhetim)
- 1970 - Noite de Teatro - A Vida é Sonho
- 1970 - O Canto da Terra (folhetim)
- 1971 - Teatro das Comédias - O Testamento Engenhoso
- 1971 - O Livro de Ester (folhetim)
- 1972 - O Músico Cego (folhetim)
- 1972 - Noite de Teatro - Romeu e Julieta
- 1973 - Noite de Teatro - O Mercador de Veneza
- 1973 - O Ourives do Rei (folhetim)
- 1973 - Os Mistérios do Castelo Udolfo (folhetim)
- 1973 - A Herdade Florida (folhetim)
- 1973 - Noite de Teatro - O Avarento
- 1974 - Teatro dos Nossos Dias - As Três Irmãs
- 1975 - Angústia Para o Jantar (folhetim)[60]
- 1976 - As Minas de San Francisco (folhetim)[61]
- 1977 - A Mordaça (folhetim)
- 1977 - Oliver Twist (folhetim)
- 1977 - Mini-Teatro - A Tempestade
- 1978 - O Volfrâmio (folhetim)
- 1978 - Tempo de Teatro - O Corvo
- 1978 - A Cabana do Pai Tomás (folhetim)
- 1978 - Tempo de Teatro - Regresso a Flat Craig
- 1979 - Aparição (folhetim)
- 1980 - O Retrato de Ricardina (folhetim)
- 1980 - Tempo de Teatro - Os Pimentas
- 1980 - Tempo de Teatro - Regresso ao Paraíso
- 1981 - Tempo de Teatro - A Morte em Setembro
- 1981 - Tempo de Teatro - A Escola de Charlatães
- 1981 - Tempo de Teatro - O Último Baile do Sr. José da Cunha
- 1982 - Tempo de Teatro - A Dobadoira
- 1982 - Tempo de Teatro - A Vida Para o Tempo
- 1983 - Tempo de Teatro - O Viajante
- 1983 - Lisboa em Camisa (folhetim)
- 1983 - Tempo de Teatro - Quatro Estações
- 1984 - Tempo de Teatro - A Batalha Naval
- 1985 - Avieiros (folhetim)[62]
- 1985 - Tempo de Teatro - A Casa do Carpinteiro
- 1987 - Tempo de Teatro - A Casa de Bernarda Alba [63]
- 1989 - Tempo de Teatro - Amor em Clima Frio ou No Último Inverno em Leninegrado
- 1990 - Tempo de Teatro - 0s Dois Natais da Avó Maria
- 1990 - Noite de Teatro - A Mulher do Roupão
- 1991 - Noite de Teatro - O Valentão do Mundo Ocidental[64]
- 1991 - Tempo de Teatro - Amores
- 1992 - Tempo de Teatro - O Milagreiro
- 1993 - O Tempo e o Vento (folhetim)
- 1993 - Tempo de Teatro - Deseja-se Mulher
- 1993 - Tempo de Teatro - O Sonho
- 1998 - Teatro Imaginário - Opus 49 [65]
- 1998 - Teatro Imaginário - A Arma Absoluta [66]
- lista muito incompleta